# Newhalen
Newhalen – miasto w Stanach Zjednoczonych, w stanie Alaska, w okręgu Lake and Peninsula.